# Sojus TMA-9
Sojus TMA-9 ist die Missionsbezeichnung für den Flug eines russischen Sojus-Raumschiffs zur Internationalen Raumstation (ISS). Im Rahmen des ISS-Programmes trägt der Flug die Bezeichnung ISS AF-13S. Es war der 13. Besuch eines Sojus-Raumschiffs bei der ISS und der 119. Flug im Sojusprogramm.

## Besatzung

### Startbesatzung
- Michail Wladislawowitsch Tjurin (2. Raumflug), Kommandant (Roskosmos/Russland)
- Michael López-Alegría (4. Raumflug), Bordingenieur (NASA/USA)
- Anousheh Ansari (1. Raumflug), Weltraumtouristin ( Vereinigte Staaten/ Iran)

### Ersatzmannschaft
- Juri Iwanowitsch Malentschenko, Kommandant (Roskosmos/Russland)
- Peggy Whitson, Bordingenieurin (NASA/USA)

### Rückkehrbesatzung
- Michail Wladislawowitsch Tjurin (2. Raumflug), Kommandant (Roskosmos/Russland)
- Michael López-Alegría (4. Raumflug), Bordingenieur (NASA/USA)
- Charles Simonyi, Weltraumtourist (USA)

## Missionsüberblick

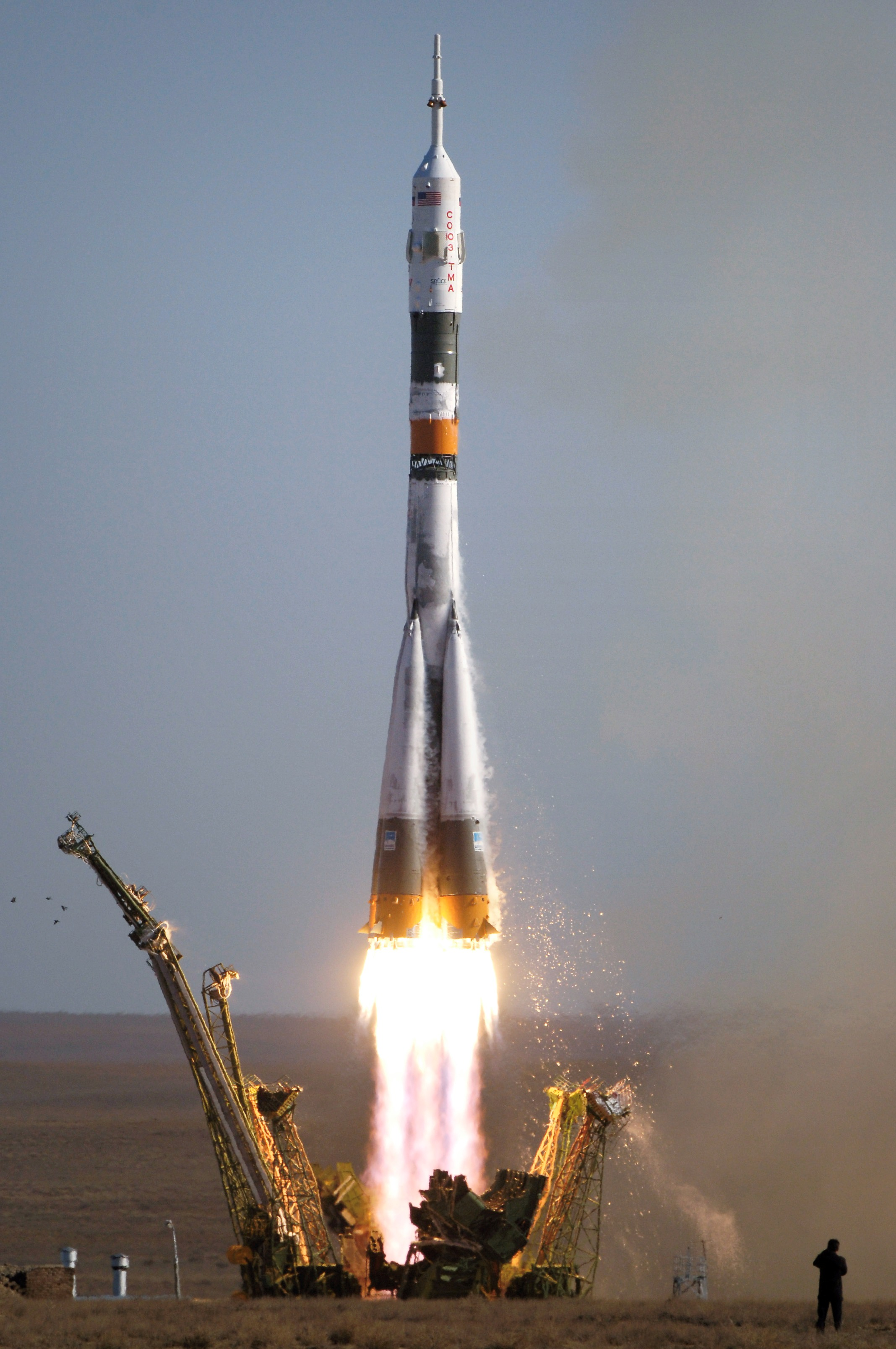
Start von Sojus TMA-9

Sojus TMA-9 brachte die 14. Langzeitbesatzung zur Internationalen Raumstation (ISS) und ersetzte das Raumschiff Sojus TMA-8 als Rettungsfahrzeug.
Ursprünglich sollte der Weltraumtourist Daisuke Enomoto an dem Flug teilnehmen und eine Woche an Bord der ISS bleiben. Am 21. August 2006 gab Roskosmos jedoch bekannt, dass der japanische Unternehmer aus medizinischen Gründen nicht an dem Raumflug teilnehmen könne und durch einen anderen Raumfahrer ersetzt werde. Tags darauf wurde die Weltraumtouristin Anousheh Ansari, die sich als Ersatz für Enomoto bereits seit längerer Zeit auf die Mission vorbereitet hatte, in die Besatzung berufen.
Am 30. August gab der Präsident von RKK Energija bekannt, dass das Startdatum von Sojus TMA-9 auf den 18. September verschoben werden könnte, sollte die Shuttle-Mission STS-115 zwischen dem 6. und 8. September starten. Eine weitere Aufschiebung würde nicht erwogen, da dann die Sojus-TMA-8-Landekapsel bei Nacht zur Erde zurückkehren müsste, was man nach Möglichkeit vermeiden möchte. Sollte STS-115 dennoch nicht bis zum 8. September starten, wäre Sojus TMA-9 wie geplant am 14. September ins Weltall aufgebrochen. Am nächsten Tag erfolgte eine endgültige Verlegung des Startdatums auf den 18. September, nun unabhängig davon ob der Shuttle bis zum 8. September startet oder nicht.
Der Start erfolgte mit einer Trägerrakete vom Typ Sojus-FG vom Weltraumbahnhof Baikonur am 18. September 2006 um 4:08:42 Uhr UTC. Die Kopplung an die ISS erfolgte am 20. September um 5:21:20 UTC, bevor um 8:34 UTC die Luken zwischen dem Sojus-Raumschiff und dem russischen Wohnmodul Swesda geöffnet wurden.
Nach 216 Tagen im All erfolgte die Landung am 21. April 2007, 12:31:30 UTC. Der Termin war wegen starker Niederschläge um einen Tag verschoben und das Landegebiet 300 km nach Süden verlegt worden.

## Weitere Flugdaten
- Kopplung ISS: 20. September 2006, 5:21 UTC (an das Modul Swesda)
- Abkopplung ISS: 10. Oktober 2006, 19:14 UTC (vom Modul Swesda)
- Kopplung ISS: 10. Oktober 2006, 19:34 UTC (an das Modul Sarja)
- Abkopplung ISS: 29. März 2007, 22:30 UTC (vom Modul Sarja)[8]
- Kopplung ISS: 29. März 2007, 22:54 UTC (an das Modul Swesda)
- Abkopplung ISS: 21. April 2007, 9:11 (vom Modul Swesda)[9]

Die TMA-9 blieb an der ISS angedockt und diente als neues Rettungsfahrzeug. Sie ersetzte das vorherige Rettungsfahrzeug Sojus TMA-8.